# Constitution du Sénégal
La Constitution de la République du Sénégal adoptée par référendum en 2001 est la quatrième que connaît le pays.

## Constitution de 1959
Un référendum portant sur l'évolution des territoires d'outre-mer et la création d'une communauté franco-africaine est organisé par la France le 28 septembre 1958. Entre le choix ou le rejet d'une telle communauté, le Sénégal opte pour le OUI et devient une République membre de la Fédération du Mali, aux côtés du Soudan français.
La mise en place des institutions est dictée par la Constitution du 24 janvier 1959, suivie par l'organisation des élections législatives le 22 mars 1959.
Comme dans d'autres pays d'Afrique subsaharienne, ce texte de 1959 s'inspire fortement de la Constitution française de 1958.

## Constitution de 1960
C'est après l'éclatement de la Fédération du Mali que la constitution du 26 août 1960 est adoptée. Celle-ci réaffirme l'option d'un régime parlementaire avec Mamadou Dia comme chef du gouvernement en sa qualité de président du conseil et Senghor comme président de la république. Cette constitution restera en vigueur jusqu'après la crise de décembre 1962 entre les deux hommes. Elle sera remplacée par la constitution du 7 mars 1963 qui institue un régime présidentiel.

## Constitution de 1963
Une nouvelle constitution est adoptée le 7 mars 1963. Elle établit un régime présidentiel. Le poste de Premier ministre est supprimé.
Ce nouveau texte subira une série de révisions en date du 20 juin 1967, du 26 février 1970, des 19 mars et 6 avril 1976, du 28 décembre 1978 et du 24 avril 1981.
Ces modifications successives permettent de passer progressivement d'un système de parti dominant, marquée par la personnalité charismatique de Senghor, à un régime multipartite intégral lors de l'élection d'Abdou Diouf.

## Constitution de 2001
Elle est adoptée à la suite du référendum constitutionnel du 7 janvier 2001 qui recueille 94 % de votes positifs.
Les prérogatives du président de la République sont élargies. Il peut dissoudre l'Assemblée nationale du Sénégal. Le nombre de députés est de 150. Le Sénat du Sénégal est supprimé – il sera rétabli en 2007 de même que le Conseil économique et social.

### Révision constitutionnelle du 20 mars 2016
En mars 2016, un référendum constitutionnel est prévu pour réduire le mandat présidentiel de sept à cinq ans.
Un projet de révision constitutionnelle est soumis à référendum en 2016. Il prévoit notamment la limitation du nombre de mandats présidentiels à deux dans l'article 27. Il propose également la mise en place d'un Haut Conseil des Collectivités territoriales en remplacement du Sénat qui a été supprimé dès l’accession du président Macky Sall à la Présidence de la République. Les Sénégalais résidant à l'étranger éliront également leurs députés à l'Assemblée nationale.
Les Sénégalais ont voté oui au projet de Constitution soumis au référendum le 20 mars.

### Projet de loi Constitutionnelle de 2024
Le 29 août 2024, Bassirou Diomaye Faye convoque, à l’Assemblée nationale une session extraordinaire. Cette session extraordinaire, a pour objectif d’examiner un projet de loi visant à modifier la Constitution. Ce projet de loi propose la suppression du Haut Conseil des Collectivités territoriales (HCCT) et du Conseil économique, social et environnemental (CESE). faute de soutien à l'assemblée nationale du gouvernement Diomaye Faye, le projet de lois est rejeté par les députés le 2 septembre 2024.